# Ciliature péritriche
On appelle ciliature péritriche un système de flagelles recouvrant de tous côtés la surface d'une bactérie. Ces filaments mobiles permettent à la bactérie de se déplacer en tournoyant dans un milieu liquide. Les salmonelles ainsi que la plupart des autres Enterobacteriaceae sont parmi les bactéries munies d'un tel système de propulsion.